# Antônio dos Três Reis Oliveira
Antônio dos Três Reis Oliveira (Tiros, 19 de novembro de 1946 – São Paulo, 10 de maio de 1970) foi um estudante universitário e ativista político brasileiro.
Oliveira permanece na condição de desaparecido pelas comissões não-governamentais que investigam mortes de militantes no regime ditatorial, pois seus restos mortais encontram-se em situação que diverge dos documentos oficiais, que declaram Antônio como morto em 17 de maio de 1970.

## Biografia
Filho de Ageu de Oliveira e Glaucia Maria Abadia de Oliveira, Antônio mudou-se para a cidade de Apucarana, interior do Paraná, onde estudou no Colégio Nilo Cairo durante a adolescência e ganhou o apelido de Preguinho. Em seguida, ingressou na Faculdade de Apucarana para realizar o curso de Ciências Econômicas.
Ativo militante estudantil e político era membro da União Paranaense dos Estudantes. Na faculdade, participou do quadro de membros da ALN (Ação Libertadora Nacional). Além disso, tornou-se delegado da União Nacional dos Estudantes (UNE) no estado do Paraná e produziu programas para a rádio local; também militou na Dissidência do PCB e, em 1969, ingressou na ALN com José Idésio Brianezi.
Envolvido no 30° Congresso da União Nacional dos Estudantes, marcado para outubro de 1968 cidade de Ibiúna, em São Paulo, foi investigado e indiciado pelo Departamento de Ordem Política e Social (DOPS).

## Morte
Resgatado pelo jornal O Estado de S. Paulo, o ofício nº 532/72-E/2-DOI, assinado pelo major Carlos Alberto Brilhante Ustra, comandante do Destacamento de Operações de Informação - Centro de Operações de Defesa Interna (DOI-CODI), menciona a prisão de Osvaldo Soares, dirigente da Vanguarda Popular Revolucionária (grupo da esquerda armada que tinha ligações com a ALN). Capturado em 17 de maio de 1970, Soares foi interrogado e declarou residir em aparelho situado no bairro do Tatuapé, zona leste de São Paulo, juntamente com Alceri Maria Gomes da Silva e de Eloi (nome de guerra de Oliveira).
No documento, Ustra ainda diz que foram enviados elementos do DOI ao local indicado, a fim de efetuar a prisão dos moradores. Na residência, foram encontrados materiais considerados subversivos, como armamento, munição e explosivos. Ao fazerem uma revista minuciosa, de acordo com o documento, os agentes encontraram um alçapão, no qual estavam uma mulher e um homem, que começaram a disparar suas armas. Assim, começou um tiroteio, que levou à morte de Alceri e de Oliveira. Relatórios oficiais da época indicam que o estudante foi morto em decorrência de “averiguações de aparelhos” pela polícia, no dia 17 de maio. A família só tomou conhecimento de sua morte em 1973 quando a sua irmã, a jornalista Maria do Socorro que trabalhando no jornal Diário do Paraná, teve conhecimento de uma lista de mortos elaborada com denúncias da igreja católica e distribuída pela United Press.
Apenas em 1991, com a abertura dos arquivos do DOPS do Paraná, foi possível encontrar dados sobre a morte e o local em que Antônio foi enterrado. O nome de Antônio foi encontrado em um arquivo, com a inscrição "falecidos"; nela, havia também informações de que foi enterrado no Cemitério da Vila Formosa, em São Paulo, no dia 21 de maio de 1970.

## Corpo localizado
Na edição de 30 de junho de 1981– 11 anos depois do desaparecimento de Oliveira – do jornal O Estado de S. Paulo (página 10), a notícia de que o corpo do estudante havia sido localizado. O responsável pelo feito foi o advogado do Comitê Brasileiro pela Anistia. Enterrado com o nome incorreto de Antônio dos Três Rios de Oliveira, no cemitério da Vila Formosa, em São Paulo, o jornal cita que, naquele mesmo dia, a família encaminharia um pedido de retificação de óbito para o Fórum do Tatuapé, onde foi registrada a morte de Oliveira em 17 de maio de 1970. 
Em 1991, familiares de Antônio tentaram recuperar seus restos mortais quando o então governador do Paraná abriu os arquivos do DOPS/PR e as informações sobre o local da sepultura ao público. Com o auxilio do governador do estado Roberto Requião e da então prefeita de São Paulo Luiza Erundina, procuraram o local exato onde o estudante havia sido enterrado. Entretanto, as buscas foram em vão. A quadra onde deveria estar enterrado Antônio e pelo menos outros dois presos políticos da época sofreu alterações de sepulturas, sendo exumados em 1976 e transferidos para novas sepulturas, no mesmo cemitério, sem a devida identificação.
Em 1995, a Lei Federal n° 9149/95 reconheceu como mortas pessoas desaparecidas em decorrência de atividades políticas entre o período de setembro de 1961 a agosto de 1979.

## Homenagens
Em respeito à memória do estudante, a cidade de São Paulo denominou uma de suas vias com o nome de Rua Antônio dos Três Reis Oliveira e em Apucarana, cidade em que Antônio Oliveira morou e estudou, a Lei Estadual n°15883/2008 concedeu o nome de um colégio local, inaugurado em janeiro de 2010, como sendo Colégio Estadual Antônio dos Três Reis Oliveira na forma de homenagear não só o ex-estudante de Ciências Econômicas como todas as pessoas que foram oprimidas durante a ditadura militar.
Antônio dos Três Reis de Oliveira faz parte de uma lista de 58 pessoas, mortas durante o período da ditadura civil-militar, que foram homenageadas em um monumento na cidade de Belo Horizonte. Entre 1964 e 1985, 85 mineiros morreram após sessões de tortura ou foram executadas antes de serem presas enquanto lutavam contra o regime militar, e a obra visa homenagear aqueles que nasceram no estado. Fica localizada em frente à antiga sede do Dops (Delegacia de Segurança Pessoal e de Ordem Política e Social), na Avenida Alfonso Pena.
A mineira é apenas a primeira das capitais brasileiras a receber o monumento, cujos traços remetem à da bandeira nacional de forma vazada, traz os nomes dos mortos e também um espaço dedicado à colocação de flores para as vítimas. Foi idealizado pelo arquiteto gaúcho Tiago Balem e inaugurado em maio de 2013 pelo então Secretário Nacional de Justiça Paulo Abrão. Em seu discurso, disse que o monumento não apenas presta homenagem às pessoas que lutaram pela democracia, como também servem de exemplo para que os atos praticados no período da ditadura não voltem a ocorrer. Ainda falou sobre as opiniões que se referem à ditadura como positiva: "esse tipo de fala revela desconhecimento sobre o período”.